# 恒星天文学
恒星天文学（こうせいてんもんがく）は、天文学の一分野で、恒星について研究する学問である。

## 概要
天文学は大きく位置天文学・天体力学・天体物理学の3分野に細分されるが、3分野ともその内部に恒星を研究対象とする分野があり、その各分野からなる学問が恒星天文学である。恒星天文学を構成するのは恒星統計学（位置天文学の一分野でもある）・恒星系力学（天体力学の一分野でもある）・恒星物理学（天体物理学の一分野でもある）の3つである。

### 恒星統計学
恒星統計学は位置天文学を用いて恒星を研究する学問である。恒星の集合に対してその位置・運動・物理的構成等についての資料を分析し把握する。

### 恒星系力学
恒星系力学は、元来太陽系内の天体を研究対象としてきた天体力学の恒星への応用であるといえる。天体力学の法則を考慮した上で恒星統計学の結果を活用し、そこから恒星系全体の運動状況を理論的に導き出す。

### 恒星物理学
恒星物理学は、恒星の物理学的な性質について研究する学問であり、天体物理学の一分野であるといえる。恒星物理学はさらに太陽物理学・恒星大気物理学・恒星内部物理学・恒星進化論等の諸分野に細分される。
太陽物理学は太陽に起こる諸現象の解明と統計を専門とする。
恒星大気物理学は恒星の大気を研究し、恒星内部物理学は恒星の内部構造を研究対象とする。
恒星進化論は恒星の進化を究明する。